# Rungia bisaccata
Rungia bisaccata är en akantusväxtart som beskrevs av Ding Fang och H.S. Lo. Rungia bisaccata ingår i släktet Rungia och familjen akantusväxter. Inga underarter finns listade i Catalogue of Life.